# 大竹多気
大竹 多氣（おおたけ たけ/おおたけ たき、文久2年10月7日（1862年11月16日） - 大正7年（1918年）7月19日）は、日本の工学者。 専門は繊維工学。日本の染色技術、毛織物工業の近代化に貢献。学位は、工学博士。千住製絨所長を経て、米沢高等工業・桐生高等染織学校の初代校長を歴任。位階勲等は従三位勲二等。ペンネームは大竹美鳥、みどり、雅号碧玉。

## 生涯

### 生い立ち
| 真野文二と会津松平家は親しい関係にあった。真野は大竹も関わっていた日本機械学会の初代会長となる。 |  | 末松謙澄は伊藤博文の女婿である。大竹には攻玉社の同級生でもあった末松の『歌学論』の影響がみられる。 |
| 真野文二と会津松平家は親しい関係にあった。真野は大竹も関わっていた日本機械学会の初代会長となる。 |  | 末松謙澄は伊藤博文の女婿である。大竹には攻玉社の同級生でもあった末松の『歌学論』の影響がみられる。 |

父は会津藩士松田俊蔵である。会津時代の松田家は御薬園付近にあったが、藩の蝦夷地支配に従って同地に赴き、大竹は現在の北斗市に生まれた。四男であった大竹は慶応3年（1867年）に同藩士大竹作右衛門元一の養子となる。長兄精介は鳥羽・伏見の戦いに参戦し、箱館戦争を戦った。養父の作右衛門も会津遊撃隊士として箱館戦争まで戦っている。作右衛門は斗南藩会計掛を務め、いくつか事業に失敗した後、回漕業で成功した。
大竹は会津戦争では熱塩村などへ避難し、戦後は塩川での生活を経て斗南へ移住した。明治6年（1873年）に上京し、有馬私学校、 攻玉社、工部寮小学部を経て、1883年（明治16年）に岩崎彦松ら5名と工部大学校機械工学科を卒業した。大学校時代の大竹は病気がちであったが、英語力に長足の進歩を示し、ウォルター・スコットの『湖上の美人 (詩集)』の翻訳、雑誌少年園への寄稿など文学方面の活動も行った。佐佐木信綱によれば新体詩抄にも関わっている。

### 千住製絨所
同年6月、千住製絨所に傭として就職した。千住製絨所は官営の毛織物工場で、明治31年（1898年）に陸軍の管轄となる。製絨所は井上省三の尽力で発展しつつあったが、明治16年（1883年）に工場が全焼したうえに、外国人技師との雇用問題などを抱え危機に陥った。明治18年（1885年）、製絨所を管轄していた農商務省は大竹のイギリス派遣を決定する。大竹に課せられた使命は、機械類の買付け、毛織物技術の習得である。
大竹はヨークシャー大学（リーズ大学）で染色技術やデザインを学び、首席で卒業した。大竹は染色技術を学問的（体系的）に学んだ最初の日本人と推測される。またロンドン市および同議会の技術試験に合格し、製絨術、毛織物染物術で名誉一級となっている。
なお、この時期に英国留学していた者に真野文二や末松謙澄がいた。後に大竹の長男虎雄（1893-?）は末松の養女澤子（伊藤博文庶子）を娶る。虎雄は東京専売局長を務めた大蔵官僚で、著書に『経済学概論』などがある。次男は早世、三男の千里は音楽家となったがパリで客死した（27歳）。虎雄と澤子の間に生まれた大竹俊樹は東北大学工学博士である。大竹と虎雄は会津会会員であった。
当時の日本の染色技術は天然染料を主流としていた。このため色落ちの問題を抱え、生糸生産国の立場に留まり、付加価値を有する製品を輸出する段階に至っていなかった。大竹は学問的知識に欠ける者でも利用可能な染料の分類方法を紹介し、日本への合成染料導入に寄与する。明治23年（1890年）に技師へ昇格し、千住製絨所の技術革新に努めつつ、東京帝大や東京高等工業で講師を務めた。明治34年（1901年）には博士会の推薦によって工学博士となる。
この年、大竹は自動織機について講演を行い、『自働織機』を刊行した。自動織機は大竹の独創的なアイディアではないが、この書は自動織機開発を志す者に有益なもので、後の開発に影響を与えている。
大竹は明治35年（1902年）4月から所長として製絨所の指揮を執り、 日露戦争前には小池正直が主導した検疫部設置準備委員会委員に就任している。千住製絨所は羅紗製軍服の製造を担い、戦中は非常態勢がとられた。職員職工は昼夜12時間交代で働き、生産量は前年度の2倍以上に増加している。明治37年度の職工延人数は前年度の男女計34万人台から71万人台へ、羊毛購入費は110万円台から300万円台への増加がみられた。こうして千住製絨所は中国東北部などの寒地で戦った日本兵の健康を守ったのである。製絨所幹部は戦後に叙勲を受け、大竹は勲三等に叙される。大竹にとって日清戦争後に続く2度目の叙勲であった。しかし、明治41年（1908年）4月の官制変更によって、大竹は工務長へ降格となった。

### 工業教育
明治43年（1910年）6月、大竹は東北帝国大学教授兼特許局技師兼米沢高等工業学校長事務取扱を命じられる。大竹の校長就任には米沢出身で、農商務大臣経験者でもある平田東助の推挙があった。米沢高工は第七の高等工業学校で、山形大学工学部の母体となる。当時の米沢は機織業が盛んであったが、大規模工場はなく、また大竹には地域として読書思想に乏しいと感じられた。大竹は7年間の在任中に英語教育の推進、機械導入を図り、また地域に対しては新聞に推奨図書を挙げるなどしている。米沢高工図書館の開設にあたってはその蔵書、雑誌1698冊を寄贈した。
地元との関係は良好であったが、染織科および紡績科廃止案には反対を受け、両科は存続となっている。ただし大竹自身は以前に米沢高工と同種の学校が創立されることへ反対の意思を示していた。当時の地元紙に大竹批判の記事はない。
大正3年（1914年）6月、第八高等工業学校の創立準備委員に任じられ、大正5年（1916年）1月に初代校長に就任する。桐生高等染織学校は群馬大学理工学部の前身であるが、同校は当時の日本で唯一の高等染織学校であった。大竹は最初の入学生34名を前に、「艱難汝を璧にす」の言葉を贈り覚悟を促している。大正6年（1917年）には専任校長となり、引き続き桐生高等染織学校の運営にあたるも、翌7年（1918年）に病を得、自宅で没した。享年58。

## 歌
- 会津若松城を訪れた際（1910年）

そのかみの うらみも深く 紅の ちしほ染め出す 城のもみぢ葉
- 米沢大火の際

散りしとて なに嘆くべき 春くれば 花の都と 又なるものを

## 年譜
- 1862年（文久2年） – 生

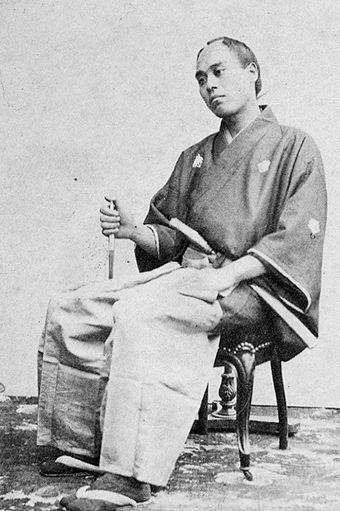
1862年の福澤諭吉。この年に生を受けた大竹は個人的な教えを受け、独立国家には人民の成長が必要との考えを抱いていた。

- 1868年（明治1年） - 1870年（明治3年） – 戊辰戦争、斗南移住
- 1873年（明治6年） – 上京、有馬私学校入学[* 11]
- 1874年（明治7年）

2月 – 攻玉社入学
12月 – 工部寮小学部入学
- 1877年（明治10年）4月 – 工部大学校入学
- 1883年（明治16年）

5月 - 卒業
6月 – 千住製絨所傭
- 1885年（明治18年）10月 – 英国派遣決定
- 1886年（明治19年）7月 – ヨークシャー大学入学
- 1888年（明治21年）6月 – 卒業
- 1890年（明治23年）2月 – 技師へ昇格
- 1895年（明治28年） – 第四回勧業博覧会審査官
- 1901年（明治34年）7月 – 工学博士
- 1902年（明治35年）

4月 - 千住製絨所所長
6月 - 『自働織機』刊行
- 1903年（明治36年）2月 – 第五回勧業博覧会審査官
- 1904年（明治37年）2月 – 特許局技師[* 12]
- 1905年（明治38年）6月 – 豪州派遣（羊毛買付）
- 1908年4月（明治41年） – 千住製絨所所長を解任、工務長へ降格
- 1910年6月（明治43年） – 東北帝国大学教授兼特許局技師兼米沢高等工業学校長事務取扱
- 1911年8月（明治44年） – 米沢高等工業校長
- 1914年6月（大正3年） - 第八高等工業学校創立準備委員
- 1916年1月（大正5年） – 桐生高等染織校長（米沢高等工業校長と兼任）
- 1917年（大正6年） - 免兼
- 1918年（大正7年）7月 – 没、従三位勲二等[43]。

## 栄典
- 1901年（明治34年）6月27日 - 勲五等瑞宝章[44]

## 関連する人物
- 内村鑑三 – 有馬私学校時代の同級生。
- 大倉喜八郎 – 千住製絨所時代からつながりを持つ。喜八郎の後継者である大倉喜七郎は白虎隊の記念碑建立の際、建設会理事として活動した[45]。
- 近藤真琴 – 攻玉社創立者で大竹は卒業後も交流を続けていた。真琴の長男近藤基樹は工部大学校機械工学科の同級生である[18]。
- 手島精一 – 少年園創刊に関わった工業教育指導者。松江春次の岳父。
- 東海散士、若松賤子 – 少年園で活動